# Obac del Sastre
L'Obac del Sastre és una obaga del terme municipal de Castell de Mur, dins de l'antic terme de Mur, al Pallars Jussà. Es troba en territori de l'antic poble de Vilamolat de Mur.
Està situat a prop del límit nord del terme municipal, en un coster a la riba dreta del barranc de la Font de Borrell, al nord de la capella de Sant Gregori i del Carant del Duc.